# Annunciazione (Pontormo)

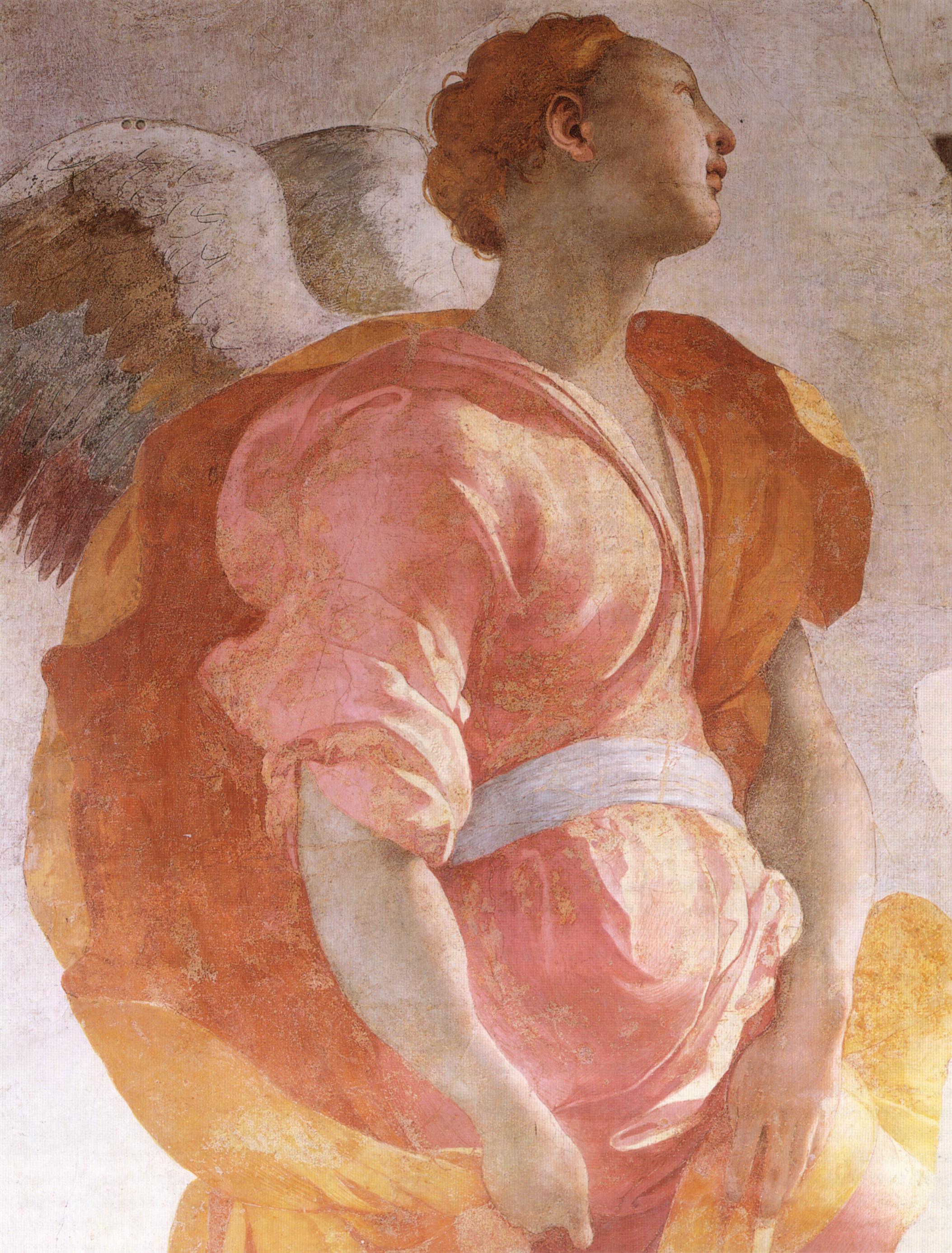
Dettaglio dell'Angelo

L'Annunciazione è un dipinto a fresco di Jacopo Carucci, noto come Pontormo, databile al 1527-1528 circa e conservato nella Cappella Capponi nella chiesa di Santa Felicita a Firenze.

## Storia
Nel 1525 Ludovico Capponi affidò a Pontormo la decorazione della cappella appena acquistata in Santa Felicita, situata in Oltrarno a poca distanza dal suo palazzo e destinata ad essere convertita in cappella funebre per sé e la sua famiglia. Nella cupoletta di architettura brunelleschiana affrescò un Dio Padre perduto, del quale ci dà nota Vasari, sull'altare la notissima Deposizione e sulla parete ovest l'Annunciazione. I lavori, tenuti in gran segreto dall'artista che si fece coprire appositamente da una protezione lignea, vennero completati nel 1528. Come riporta Vasari, l'opera venne quindi scoperta "con meraviglia di tutta Firenze".
Nel tempo subì vari restauri e mediocri ridipinture, come testimoniò anche Guido Carocci nel 1892 che parlò di "resti ampiamente ridipinti".
L'Annunciazione venne staccata dalla parete per motivi di restauro e conservazione dopo l'alluvione di Firenze del 1966. In seguito venne ricollocata in loco su un supporto nuovo ed oggi si presenta scevra dalle ridipinture successive.

## Descrizione e stile
L'Annunciazione si trova sulla controfacciata della chiesa, nel punto dove doveva trovarsi una scena simile trecentesca o del primo Quattrocento, legata all'esempio delle celebre immagini della basilica della Santissima Annunziata. Anticamente la cappella era infatti intitolata all'Annunciazione e solo col passaggio ai Capponi, nel 1528, venne ridedicata alla Pietà, un tema più consono alla nuova destinazione funebre dello spazio.
L'Angelo a sinistra e Maria a destra sono separati dalla vetrata e, dal Seicento, da un reliquiario in pietre dure di san Carlo Borromeo. Come nella Deposizione il momento rappresentato è leggermente sfasato rispetto all'iconografia tradizionale: Pontormo non rappresentò infatti l'annuncio dell'Angelo, ma l'attimo immediatamente successivo in cui Maria ha già accettato e l'angelo di rivolge, con una complessa torsione, alla luce divina che proviene dalla finestra.
L'ambientazione riprende sinteticamente l'architettura brunelleschiana della cappella, con tanto di peducci dipinti, e con Maria che si volge salendo un gradino in pietra serena verso un ripiano, che assomiglia a un altare, su cui si trova un candelabro con eleganti volute.
L'angelo è sospeso da terra avvolto da una veste rosa con effetti cangianti, una fascia come cinta bianca e da un vaporoso mantello color arancio, gonfiato da un'impercettibile massa ariosa. Esso si posa, in maniera priva di coerenza (voluta?) sulla schiena dell'Angelo trapassando le ali, che si scorgono a sinistra. Anche la figura di Maria è caratterizzata da ricercatezze nel volume e nella colorazione, con altrettanti effetti cangianti (ad esempio nel velo), derivati dall'esempio michelangiolesco delle lunette della Cappella Sistina. Essa tiene il manto azzurro con una presa salda della mano e vigorosamente solleva la gamba per salire il gradino, anche in questo caso ispirandosi a opere del Buonarroti, trasfigurate però in qualcosa di nuovo e più che mai irreale. Il suo sguardo è rivolto alla vetrata del 1526 di Guillaume de Marcillat, in cui è mostrato il corpo morto di Cristo trasportato al sepolcro dopo la crocifissione, comprendendo quindi già il destino tragico del suo nascituro: ma nel suo sguardo non c'è tristezza, poiché essa è anche consapevole, come testimoniano gli Evangelisti nei pennacchi, della resurrezione che attende le anime, promessa cristiana ribadita quindi nella decorazione complessiva della cappella.